# J. August Richards
J. August Richards (Jaime Augusto Richards III, Washington, DC, 28 de agosto de 1973) é um ator estado-unidense.

## Biografia
J. August Richards cresceu em Maryland, no subúrbio de Bladensburg. Descobriu sua vocação para o teatro cedo e a desenvolveu atuando em várias peças na escola. Confiante inscreveu-se somente em uma única universidade: University of Southern California (USC), e além de ser aceito ainda conseguiu uma bolsa de estudos para cursar artes cênicas. Apos graduar-se, Richards começou a fazer participações em filmes, seriados e teatro. Seu primeiro papel de destaque foi na série "Space: Above and Beyond". Seu primeiro papel de destaque foi como Charles Gunn em "Angel".
No cinema atuou em "Por Que O Amor Enlouquece?" (Why Do Fools Fall In Love) e "A Guerra do Hambúrguer" (Good Burger).

## Filmografia
| Televisão     | Televisão                  | Televisão                               |
| Ano           | Título                     | Papel                                   |
| ------------- | -------------------------- | --------------------------------------- |
| 1995          | OP Center                  |                                         |
| 1997          | Good Burger                | Griffen                                 |
| 1998          | Why Do Fools Fall in Love  | Sherman                                 |
| 1998          | The Temptations            | Richard Street                          |
| 1999          | Mutiny                     | Reece Johnson                           |
| 1999          | Undressed                  | Bryce                                   |
| 2000          | Running Mates'             |                                         |
| 2000-2004     | Angel                      | Charles Gunn                            |
| 2003          | Critical Assembly          | Allan                                   |
| 2006          | Conviction                 | Billy Desmond                           |
| 2006          | Paved with Good Intentions | Travis Balden                           |
| 2013          | Arrow                      | Mr. Blank (1 episódio. "Home Invasion") |
| 2013-presente | Agents of S.H.I.E.L.D.     | Mike Peterson/Deathlok                  |